# Kirby's Adventure Wii
Kirby's Adventure Wii, conosciuto come Kirby's Return to Dream Land nel Nord America e come Hoshi no Kirby Wii (星のカービィWii?, Hoshi no Kābī Wii, lett. "Kirby delle Stelle Wii") in Giappone, è un videogioco a piattaforme per la console Wii con protagonista Kirby. È il dodicesimo titolo della serie, il primo tradizionale gioco platform per console fissa dai tempi di Kirby 64: The Crystal Shards,  pubblicato nel 2000 per Nintendo 64, ed è stato sviluppato dalla HAL Laboratory e pubblicato da Nintendo. Il gioco è stato reso disponibile in Nord America il 24 ottobre 2011, in Giappone il 27 ottobre 2011, in Europa il 25 novembre 2011 e in Australia il 1 dicembre 2011. Nel 2023 è stato annunciato una remaster per Nintendo Switch.
Kirby's Adventure Wii presenta il gameplay base dei tradizionali giochi platform della serie, in cui Kirby possiede la capacità di inghiottire e copiare le abilità nemiche per ottenere una varietà di attacchi come sputare fuoco o brandire una spada. Il gioco dispone di una modalità multigiocatore cooperativa, consentendo a un massimo di quattro giocatori di controllare vari personaggi di Kirby, tra cui Bandana Waddle Dee, King Dedede e Meta Knight. La trama si concentra sui personaggi che recuperano i pezzi sparsi di un'astronave aliena schiantata.
Il gioco è stato annunciato come titolo per Nintendo GameCube per la fine del 2005, ma lo sviluppo è stato successivamente spostato sulla sua console successiva, la Wii. Si pensava che il gioco sarebbe stato cancellato fino a quando non è stato nuovamente annunciato nel 2011. Il gioco è stato reso disponibile per il Nintendo eShop nel 2015.
Alcuni elementi del titolo Kirby cancellato del 2005 sono stati trasferiti a  Kirby's Adventure Wii, come la possibilità per i giocatori di accumularsi in un totem trasportato dal giocatore in fondo alla pila. Altri elementi del titolo Kirby del 2005, come la capacità di Kirby di fare amicizia con un massimo di tre "Aiutanti" (una meccanica di gioco mutuata da Kirby's Fun Pak), sono stati modificati e trasferiti in un altro gioco Kirby, pubblicato all'inizio del 2018 su Nintendo Switch, chiamato Kirby Star Allies. Kirby's Adventure Wii ha ricevuto recensioni generalmente positive, con elogi per il ritorno del gameplay tradizionale della serie Kirby, design dei livelli, grafica e colonna sonora, ma critiche per il basso livello di difficoltà e multiplayer. Il 13 settembre 2022, durante il Nintendo Direct, è stato annunciato una remaster del gioco intitolata Kirby's Return to Dream Land Deluxe uscita il 24 febbraio 2023 per Nintendo Switch.

## Trama
Kirby sta correndo con una torta in mano seguito da King Dedede e Waddle Dee, mentre Meta Knight è intento a leggere un libro in tutta tranquillità. Improvvisamente appare un portale in cielo e da esso esce una nave volante che si schianta al suolo e i quattro eroi decidono di esplorare il suo interno: incontrano così Magolor, il proprietario della nave, chiamata Astrobarca Lor, che chiede a Kirby di aiutarlo a tornare sul suo pianeta natale, Halcandra. Quest'ultimo parte così alla ricerca dei 5 pezzi della nave (remi, ala destra, ala sinistra, prua, vela) che si sono staccati durante l'impatto e che si sono sparsi nei 5 angoli del pianeta.
Dopo aver sconfitto i boss dei 5 mondi e recuperate le parti della Lor, Magolor decide di premiare gli eroi portandoli sul suo pianeta. Ma appena entrati nell'atmosfera del pianeta, questi vengono attaccati da un malvagio drago rosso a quattro teste e con una corona in testa chiamato Landia. Gli eroi decidono quindi di aiutare nuovamente Magolor a liberare il suo pianeta dal pericoloso drago. Arrivati alla Cena Cimentosa, Kirby e il gruppo affrontano Landia, uscendone vittoriosi. In quel momento arriva Magolor che, dopo aver ringraziato gli eroi per ciò che hanno fatto, si impossessa della corona suprema, ottenendo così un potere inimmaginabile e diventando potentissimo. Rivela quindi agli eroi il suo vero scopo: fin dall'inizio voleva impadronirsi della Corona Suprema sul capo di Landia, ma non essendo abbastanza forte ed essendo stato sconfitto, era stato costretto a fare un atterraggio di fortuna sul pianeta Pop Star, dopodiché aveva deciso di ingannare Kirby per raggiungere i suoi scopi.
Magolor afferma quindi di voler conquistare l'universo partendo dal pianeta di Kirby e si dirige verso quest'ultimo tramite un portale aperto con i suoi poteri. I quattro draghetti (ciò che resta di Landia) prendono per tutta risposta i quattro eroi sulla schiena, cominciando così una battaglia aerea all'interno di un'altra dimensione contro l'Astrobarca Lor divenuta una nave volante da guerra. Kirby e gli altri vincono, ma Magolor li colpisce facendoli precipitare in un pianeta sconosciuto. Gli eroi affrontano Magolor in battaglia, avendo la meglio.
Tuttavia Magolor perde il controllo della Corona, trasformandosi in un mostro composto da poltiglia oscura, controllato dalla Corona. Alla fine il gruppo riesce a sconfiggere questo mostro, che scompare; tuttavia il portale della dimensione parallela inizia a chiudersi, ma fortunatamente vengono soccorsi da Landia, assieme all'Astrobarca Lor, riportandoli al loro mondo. Il gioco si conclude con il ritorno dei draghetti ad Halcandra con l'Astrobarca Lor.

## Modalità di gioco
Il gameplay è in 2D con elementi 3D, come in New Super Mario Bros. Wii. La grafica è ispirata ai vecchi giochi della serie, per ricucire i fili col passato, e questa idea è piaciuta a molte persone come detto nella Official Nintendo Magazine e su vari siti internet e forum. Come in tutti gli episodi di Kirby, ad esclusione del primo capitolo per Game Boy, Kirby's Dream Land, il protagonista potrà aspirare i nemici per poi assorbirne i loro poteri.
Ci sono 8 mondi da esplorare, e alla fine di ognuno bisognerà sconfiggere il boss che lo domina per passare al livello successivo.
È possibile giocare anche in multiplayer fino a 4 giocatori. I giocatori secondari potranno scegliere tra Meta Knight, Waddle Dee (Bandana Dee), King Dedede oppure un Kirby di diverso colore.

### Abilità
Le abilità di copia presenti in questo gioco sono, in ordine di apparizione: Spada, Lama, Fuoco, Foglia, Spino, Raggio, Elettro, Frusta, Parasole, Martello, Acqua, Pietra, Tornado, Super K, Granata, Ghiaccio, Lancia, Bomba, Lottatore, Urla, Ninja, Volo.
Ci sono anche delle super-abilità che Kirby può ottenere assorbendo dei Super nemici, riconoscibili dalla loro luce brillante dovuta alla stella luminosa che hanno sul loro corpo. Le Super Abilità sono 5: Mega spada (assorbendo un Super-Sharpe Knight), Drago di fuoco (un Super-Testacalda), Sfera Magica (un Super-Waddle Doo), Palla di neve (un Super-Chilly) e Martellone (un Super Bonkers, che è un mini-boss).

### Modalità
Le innumerevoli modalità di Kirby's Adventure Wii rendono decisamente lungo ed impervio il cammino verso il completamento al 100%. Le modalità presenti sono: Modalità Principale (alla fine dei riconoscimenti esce la parola "Fine?"); Modalità Extra (alla fine dei riconoscimenti speciali compare la parola "Fine", segno che il gioco è concluso).

#### Principale
La trama della Modalità Principale è relativamente semplice: bisogna aiutare Magolor a recuperare i pezzi dell'Astrobarca Lor, e alla fine batterlo. Raccogliendo tutte le sfere di energia si sbloccheranno contenuti extra nell'Astrobarca Lor e si progredirà ulteriormente nel gioco. I poteri Urla, Bomba, Sonno e i Super-Poteri non sono presenti nelle porte sbloccabili con un certo numero di Sfere.

#### Extra
La Modalità Extra è identica a quella principale, tranne che per il fatto che è molto più difficile. Tutti i boss e mini-boss saranno rinominati con "X" (ad esempio Re Doo X oppure Whispy Woods X), ciò significa che saranno più potenti e avranno a disposizione nuovi attacchi. Inoltre Kirby potrà disporre solamente di metà dell'energia. In più, il boss Metallobot dopo essere stato sconfitto farà apparire HR-D3 (personaggio già comparso in Kirby: Mass Attack e prima ancora nel Kirby del 2005) rendendo la battaglia molto più difficile.

#### Arena e Arena Finale
Nelle arene bisogna battere tutti i boss, uno per uno, cercando di riservare più vita possibile. Nell'arena appaiono i boss della Modalità Principale, mentre in quella Finale appaiono quelli della Modalità Extra e inoltre si deve affrontare Galacta Knight, un boss segreto, e HR-D3, nella modalità Extra da battere dopo Metallobot.
All'inizio della sfida si potrà scegliere il potenziamento che si vuole, escluse le Super-Abilità e Sonno.

#### Dojo Ninja
Questo minigioco consiste nello scuotere il telecomando Wii per lanciare una stellina ninja verso i bersagli in movimento. Se non si colpisce il bersaglio il minigioco finirà. Contiene tre livelli.

#### Colpisci il Robottone
Questo minigioco ha come obiettivo quello di distruggere giganteschi robot con una torretta fissa prima dello scadere del tempo. Sono presenti diversi livelli di difficoltà:
1. Carro Armato Waddle
2. Mecha Kawasaki
3. Robo Dedede (che necessita di colpi bonus in cui impazzisce per sconfiggerlo definitivamente)

## Sviluppo
Inizialmente un gioco chiamato Kirby GCN sarebbe dovuto uscire per GameCube, ma poi fu realizzato per Wii col nome Kirby Wii. Il progetto fallì, ma venne ripreso nel 2011 per sviluppare Kirby's Adventure Wii. Da tante idee cancellate e scelta della console ci vollero 11 anni di sviluppo tra il 2000 e il 2011.

## Remake
Nel febbraio 2023 venne rilasciato il remake, Kirby's Return to Dreamland Deluxe per Nintendo Switch.
In questo remake è presente una grafica HD migliorata, sia per i personaggi sia per gli scenari.
Kirby presenta nuove abilità ossia Sabbia e Mecha, oltre a recuperare l'abilità Festival da Kirby Star Allies.
Come in Kirby e la terra perduta, sono presenti due difficoltà: la prima è quella del gioco classico, la seconda è una versione facilitata, dove Magolor ti salva dai precipizi e possiedi molta più energia nella barra della vita.
I minigiochi all'interno del remake sono molti di più, 'con molti esclusivi ed altri recuperati dai giochi passati. Questi minigiochi sono accessibili o dalla Astrobarca Lor come in passato oppure dalla nuova modalità: Magolandia, un vero e proprio parco divertimenti dove puoi cimentarti nei minigiochi, ottenere timbri, completare piccole quest e soprattutto ottenere maschere per personalizzare i personaggi.
Le maschere sono volti di molti personaggi noti della serie, dai personaggi principali del gioco fino ai personaggi di Star Allies e Terra Perduta.

### Epilogo Magolor
Questa nuova modalità è presente solo nel remake ed è tutta incentrata proprio su Magolor: il mago interdimensionale infatti, dopo lo scontro con Kirby è sopravvissuto, ma ha perso tutti i suoi poteri, è ridotto in stracci ed è smarrito fra le dimensioni.
Il giocatore dovrà guidare Magolor fra le varie dimensioni per recuperare i suoi poteri e tornare a casa, forse per sistemare le cose con Kirby.
Magolor recupera i suoi poteri attraverso potenziamenti, ottenibili spendendo Punti Magia, che si ottengono sconfiggendo i nemici nei vari livelli.
Più potenti sono gli attacchi, più si ottengono Punti Magia, anche attraverso delle combo che aumentano la raccolta.
In questa modalità appaiono anche versioni più potenti dei boss del Pianeta Pop, persino più difficili delle versioni Extra. Ognuno di questi boss dona a Magolor un frammento di un frutto magico, che risblocca nuove tecniche nel mago. 
Ottenute tutte e quattro le parti del frutto esse si riuniscono in un grosso pomo rosso, che potrebbe ridonare a Magolor la potenza necessaria per tornare a casa. Ma si scopre che Magolor non è finito lì da solo: anche la Corona Suprema, o meglio, i suoi resti, sono giunti lì e la sua influenza oscura si fonde col frutto, creando prima una grossa Fenix Sferix, e poi creando un gigantesco albero demoniaco e ciclopico; una corona senza padrone.
Magolor dovrà affrontare questo mostro, da lui creato, coi poteri recuperati (la difficoltà dipenderà dai potenziamenti fatti durante la partita) e, grazie ad una spada trovata sul posto, sfodererà un colpo finale con una vera e propria Mega Spada (forse giustificando uno degli attacchi che usa in Star Allies), che taglia in due l'albero maligno. A fine scontro si aprirà un portale interdimensionale, che porterà Magolor fuori dalle dimensioni.
Nei titoli di coda si scopre che Magolor è finito, assieme ad un germoglio della pianta, nel mondo di Super Kirby Clash, canonizzando probabilmente nel franchise Kirby il Multiverso. In seguito, riceve un messaggio da un individuo misterioso che di presenta come Colui che rimane.
Nell'Arena finale inoltre, saranno presenti, a differenza della versione Wii, anche i nemici dell'altra dimensione. Inoltre la battaglia finale con Spettro Magolor sarà estremamente più difficile, dato che ormai sta perdendo totalmente il controllo del suo corpo. A metà battaglia, gli occhi di Magolor spariranno, forse segno che Magolor ha perso le forze per opporsi, lasciando definitivamente il controllo alla Corona, che tenterà di distruggere Kirby a tutti i costi. Una volta sconfitto, il mostro non svanirà come al solito ma sarà trascinato in un varco dimensionale, forse esiliato in un altro mondo per sempre

## Accoglienza
| Testata                    | Giudizio |
| -------------------------- | -------- |
| GameRankings (media al)    | 80.50%   |
| Metacritic (media al)      | 77/100   |
| 1Up.com                    | B        |
| Destructoid                | 10/10    |
| Eurogamer                  | 6/10     |
| Famitsū                    | 36/40    |
| Game Informer              | 8,5/10   |
| GameSpot                   | 7,5/10   |
| GamesRadar+                | 4,5/5    |
| GamesTM                    | 6/10     |
| GameTrailers               | 8,3/10   |
| IGN                        | 7,5/10   |
| Nintendo Life              | 9/10     |
| Nintendo Power             | 8,5/10   |
| Nintendo World Report      | 9/10     |
| Official Nintendo Magazine | 88%      |

Kirby's Adventure Wii ha ricevuto "recensioni generalmente favorevoli" secondo l'aggreratore di recensioni Metacritic. Secondo Nintendo, il gioco ha venduto 1,31 milioni di copie entro marzo 2012.
Diversi critici hanno apprezzato il ritorno del gameplay tradizionale di Kirby, rispetto a contenuti unici come Kirby e la stoffa dell'eroe. Il gioco è stato definito nostalgico e sembrava richiamare i titoli precedenti: Jim Sterling di Destructoid ha affermato quanto fosse rinfrescante vedere un ritorno del classico gameplay di Kirby e come "Kirby non ha bisogno di innovare, ha solo bisogno di essere divertente; Adventure Wii intrattiene considerevolmente". La grafica e le immagini sono state elogiate per il dettaglio e la vivacità. Il revisore di GameSpot Nathan Meunier ha definito i livelli ben progettati, apprezzando l'ambiente di ognuno di essi.
Sono state sollevate lamentele sul fatto che il gioco non avesse difficoltà, principalmente dovuta all'uso del multiplayer. IGN ha affermato come il gioco potrebbe attrarre un pubblico più giovane con un semplice livello di difficoltà.